# 엔비디아 젯슨
엔비디아 젯슨(Nvidia Jetson)은 엔비디아의 임베디드 컴퓨팅 보드의 시리즈이다. 젯슨 TK1, TX1, TX2 모델 모두 ARM 아키텍처 중앙 처리 장치(CPU)를 포함한 엔비디아의 테그라 프로세서를 장착하고 있다. 젯슨은 저전력 시스템이며 기계 학습 애플리케이션을 가속하도록 설계되어 있다.

## 하드웨어
엔비디아 계열은 다음의 기판을 포함한다:

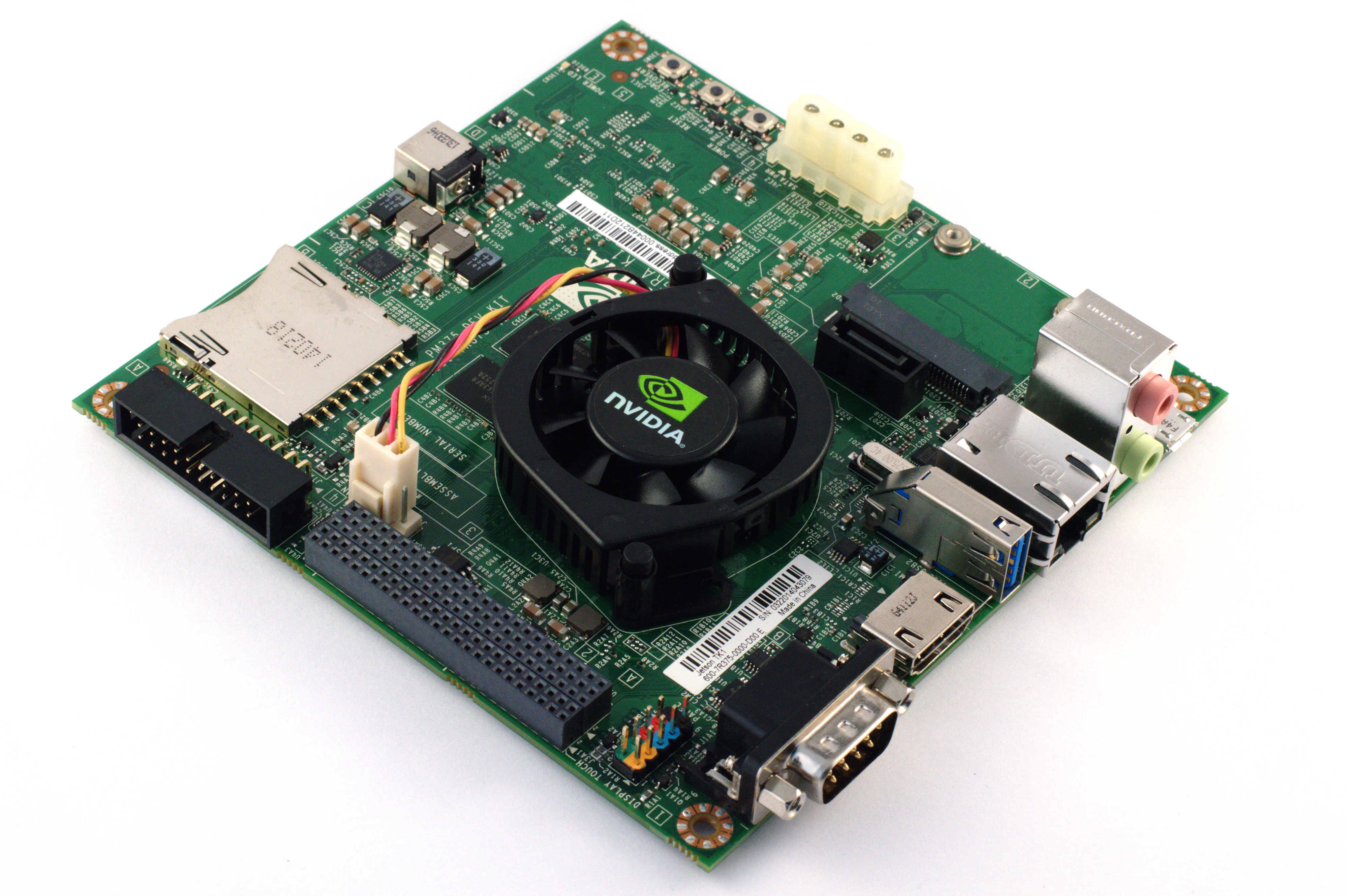
엔비디아 젯슨 TK1

- 2014년 말, 엔비디아는 엔비디아 젯슨 TK1 개발 보드를 배송하였으며 여기에는 T124 모델에 테그라 K1 SoC가 포함되었고 우분투 리눅스가 실행되었다.[2]
- 엔비디아 젯슨 TX1 개발 보드는 모델 T210의 테그라 X1을 장착하고 있다.[3]
- 엔비디아 젯슨 TX2 보드는 테그라 X2의 마이크로아키텍처 GP10B를 장착하고 있다.[4] (SoC 타입 T186 또는 그와 유사한 타입). 이 보드와 관련 개발 플랫폼은 2017년 3월 저전력 시나리오를 위한 콤팩트한 카드 디자인으로 발표되었다. (예: 소형 카메라 드론에서의 이용) 성능 모드를 기술하는 매트릭스가 언론을 통해 그와 함께 제공되었다.[5] TX2i 모델의 경우 산업용에 적합하다고 언급되었다.[6]
- 엔비디아 젯슨 재비어(Xavier)는 2018년 8월 말 개발 키트의 하나로 발표되었다.[7] 발표와 동시에 제품 이미지와 일부 기술 사양이 공개되었다. 특정 용도에서 이전 장치 대비 20배의 가속이 예측되고 전력 효율은 10배 개선된다고 언급되었다.
- 엔비디아 젯슨 나노(Nano)는 2019년 3월 중순 개발 시스템으로서 발표되었으며 2019년 6월 개발 키트의 선주문이 가능하게 되었다.[8] 이 제품에 관한 논의 주제는 낮은 가격에 기인한 호비스트 로보틱스에 대한 것이었다.[9][10] 최종 사양으로는 최적화된 전력, 풀 테그라 X1 시스템의 간소화 버전으로 모습을 드러냈다.
- 2022년 9월 엔비디아는 젯슨 오린 나노를 발표했다.[11][12] 모듈은 동일한 260핀 SO-DIMM 커넥터와 69.6mm x 45mm 크기를 가지며 두 가지 변형으로 제공된다. 4GB 변형은 16개의 텐서 코어가 있는 512코어 암페어 GPU를 사용하여 20개의 스파스 TOP 또는 10개의 덴스 TOP를 제공하는 반면, 8GB 변형은 1024코어 GPU 및 16개의 텐서 코어로 해당 숫자를 40/20 TOP로 두 배로 늘린다. 둘 다 6개의 Arm Cortex-A78AE 코어를 가지고 있다. 1,000개 구매 시 4GB 모듈은 199달러, 8GB 모듈은 299달러부터 시작한다.
- 2024년 12월, 엔비디아는 성능이 1.7배 향상되고 개발 키트 가격이 499달러에서 249달러로 인하된 업데이트된 오린 나노를 발표했다.[13]

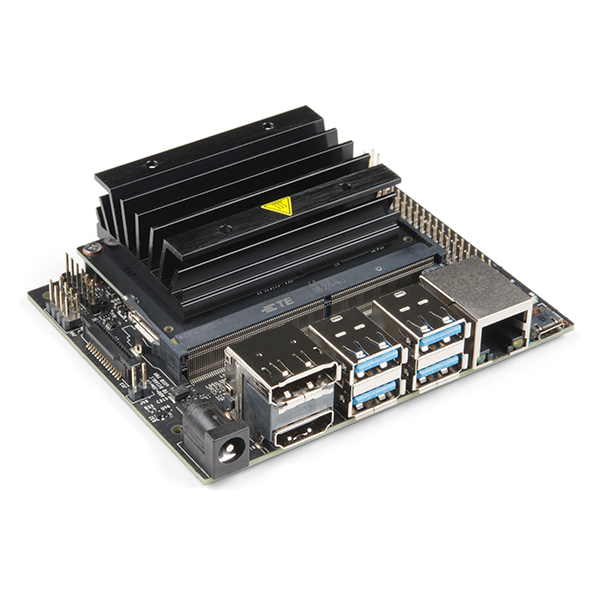
엔비디아 젯슨 나노 개발 키트

엔비디아 젯슨 TX2의 공개된 성능 모드는 다음과 같다:
| 모드               | 최대 클럭 (Denver2 + A57) | Max-P (Denver2 + A57) | Max-P (Denver2 전용) | Max-P (A57 전용) | Max-Q (A57 전용) |
| ------------------ | ------------------------- | --------------------- | -------------------- | ---------------- | ---------------- |
| GPU 클럭 / MHz     | 1302                      | 1122                  | 1122                 | 1122             | 854              |
| Denver2 클럭 / MHz | 2000                      | 1400                  | 2000                 | 정지             | 정지             |
| Cortex-A57 / MHz   | 2000+                     | 1400                  | 정지                 | 2000             | 1200             |
| TDP / W            | 다양함                    | 15                    | 15                   | 15               | 7.5              |

엔비디아 젯슨 나노의 운용 모드는 다음과 같이 게시되어 있다:
| 모드             | 0       | 1              |
| ---------------- | ------- | -------------- |
| GPU 클럭 / MHz   | 921     | 640            |
| Cortex-A57 / MHz | 4x 1428 | 2x 918 2x 중지 |
| TDP / W          | 10      | 5              |

## 소프트웨어
다양한 운영 체제와 소프트웨어가 젯슨 보드 시리즈에서 구동이 가능하다.

### 리눅스
젯팩(JetPack)은 엔비디아가 자사의 젯슨 보드 시리즈에 사용할 수 있게 한 소프트웨어 개발 키트 (SDK)이다.

### QNX
QNX가 젯슨 플랫폼용으로 널리 알려져 있지 않았음에도 불구하고 특정 엔비디아 젯슨 보드 모델에 특정 QNX 패키지를 성공적으로 설치하고 실행하였다는 보고가 있다. 부분적으로 엔비디아의 Vibrante 리눅스 배포판에 기반한 qnx-V3Q-23.16.01 패키지는 젯슨 TK1 프로 보드에서 실행되는 것으로 보고되었다.

## 같이 보기
- 라즈베리 파이